# Верешть (Джурджу)
Верешть, Верешті (рум. Vărăști) — село у повіті Джурджу в Румунії. Адміністративний центр комуни Верешть.
Село розташоване на відстані 25 км на південний схід від Бухареста, 43 км на північний схід від Джурджу.

## Населення
За даними перепису населення 2002 року у селі проживали 4164 особи. Усі жителі села рідною мовою назвали румунську.
Національний склад населення села:
| Національність | Кількість осіб | Відсоток |
| -------------- | -------------- | -------- |
| румуни         | 4002           | 96,1%    |
| цигани         | 162            | 3,9%     |